# Bartolomeu Colombo
Bartolomeu Colombo (provavelmente em Génova, entre 1450 e 1461 — Santo Domingo, 1515) foi um cartógrafo, cosmógrafo e navegante italiano. Um de seus irmãos era Cristóvão Colombo, com o qual participou das primeiras expedições ao continente americano, que foi descoberto por seu irmão. Bartolomeu fundou a cidade de Santo Domingo, nas Antilhas.

## Biografia
Filho de Domenico Colombo, tecelão, e de Susanna Fontanarossa. Em 1473, acompanhou a sua família quando esta se mudou de Génova para Savona. Por volta de 1474, Bartolomeu mudou-se com seu irmão Cristóvão para Lisboa, onde se tornou cartógrafo. É possível que tenha acompanhado Bartolomeu Dias. em 1486, na viagem de descoberta do cabo da Boa Esperança.
Bartolomeu colaborou de perto com o irmão na planificação e preparação da viagem de abertura de uma rota ocidental para o continente asiático. Perante a hesitação dos Reis Católicos, Cristóvão o enviou às cortes inglesa e francesa para despertar o interesse daqueles monarcas no seu projecto. Viajou a Londres em 1488, onde em vão buscou apoio de rei Henrique VII para os projetos de navegação de seu irmão Cristovão. Por volta de 1490, dirigiu-se a França, onde apresentou o projeto do irmão a Carlos VIII, o qual não despertou o interesse do monarca, tendo apenas recebido algum apoio por parte da irmã, Ana de Beaujeu.
De regresso à Espanha soube do descobrimento das novas terras realizado por Cristóvão em 1492. No comando de uma frota auxiliar, em 1494, reuniu-se a Cristóvão e este, no ano seguinte, nomeou-o adelantado, equivalente a capitão-geral, das Índias Ocidentais. Tal nomeação suscitou a oposição de uma facção que considerava inadmissível um estrangeiro ocupar um cargo de tamanho relevo. No Caribe fundou Santo Domingo em 1496 e, logo depois, reprimiu as rebeliões de indígenas e espanhóis contra sua autoridade. Bartolomeu mandou construir o forte de San Cristóbal e recebeu ordens de Cristóvão para erigir uma cidade portuária na foz do rio Ozama, onde iniciaria o comércio de escravos naquela região.
Em 1500 foi preso junto com os irmãos, Cristóvão e Diego. Ainda participou da última viagem de Cristóvão à América em 1502.
Embora o rei Fernando, o Católico não pretendesse que novas expedições fossem confiadas a Bartolomeu, este ainda retorna à América em 1509, após a morte de Cristóvão. Nesta expedição teve a companhia do sobrinho Diego, porém esta foi uma viagem mais curta do que as anteriores, tendo regressado logo a Espanha, onde lhe foi confirmada a propriedade da ilha de Mona, tal como das minas descobertas em Cuba.
Sua última viagem foi em 1512, enviado para investigar a atuação do governador da Ilha de Hispaniola (atual Ilha de Santo Domingo). Também foi enviado para comunicar as instruções da Coroa ao sobrinho Diego. Embora, dois anos depois, lhe tivesse sido confiada a missão de fundar uma colônia na costa de Veragua, Bartolomeu teve de renunciar a essa empresa devido às suas condições de saúde.
Morreu na cidade que fundara, Santo Domingo.